# Lamporecchio
Lamporecchio är en ort och kommun i provinsen Pistoia i regionen Toscana i Italien. Kommunen hade 7 440 invånare (2018).